# Magdalena Ortega de Nariño
Magdalena de Ortega y Mesa o Magdalena Ortega de Nariño(Bogotá, 22 de julio de 1762-Bogotá, 16 de junio de 1811) fue una dama colombiana nacida en Santafé de Bogotá. Esposa del líder independentista Antonio Nariño y madre de seis hijos. Padeció momentos de miseria y deshonra a causa de los castigos que las autoridades virreinales infligían a su esposo, a quien, sin embargo, siempre respaldó.

## Biografía

### Primeros años
Magdalena Ortega creció en el seno de un de las familias más adineradas de la ciudad. Sus padres, José Ignacio Ortega y Gómez de Salazar y Petrona Mesa y Moreno, eran personas de principios y muy religiosos. Hizo sus estudios en el colegio de "La Enseñanza", el cual empezaría a funcionar con autorización del Rey el 8 de febrero de 1770. Si bien la familia Ortega y Mesa fue poseedora de grandes cantidades de dinero, parientes cercanos a Magdalena igualmente gozaban de buena posición económica y social.

### Matrimonio con Nariño
Contrajo nupcias con Antonio Nariño en el templo de Nuestra Señora de las Nieves de Santafé,  el 27 de marzo de 1785, cinco días después de que José Ignacio Ortega entregara al esposo una copiosa dote, cuando Magdalena contaba con 23 años y Nariño con 20.  De la unión nacieron, presuntamente, seis hijos: Gregorio, Francisco, Antonio, Vicente, Mercedes e Isabel.
Tras el matrimonio hizo parte de las tertulias organizadas por Nariño en su casa, atendiendo a los invitados y asistiéndolos en cuanto necesitasen, sin imaginar siquiera las consecuencias que estas reuniones traerían, no solo para su vida familiar, sino para toda la Nueva Granada. En las tertulias atendió, entre otros, a Francisco Antonio Zea, José Joaquín Camacho y el marqués José María Lozano de Peralta, hermano de Jorge Tadeo Lozano.

### Primera vez en prisión y exilio de Nariño
Posterior a la traducción que Nariño realizara de los Derechos del Hombre y del Ciudadano, éste es acusado de subversión y conspiración por el oidor Joaquín de Mosquera y Figueroa y condenado a prisión el 29 de agosto de 1794.Los días de prisión de Nariño, fueron difíciles para Magdalena, como lo serían para cualquier mujer de la época sin el amparo de su esposo. Aún más penosos fueron los días posteriores al 30 de octubre de 1795 en que Nariño es condenado al exilio y dirigido a Cádiz como reo de alta traición.
Mientras Nariño fue condenado a prisión y al exilio, su esposa fue condenada a la miseria. Magdalena tuvo que vender varias de sus posesiones y pedir limosna para poder mantener a sus hijos; el día en que su esposo fue trasladado a Cádiz, la mujer le hizo entrega de cuatrocientos pesos que había reunido de las limosnas que pedía y los cuales fueron de gran ayuda para la manutención de Nariño tras escapar de prisión en Cádiz. Tras ser condenado Nariño al exilio se le confiscan sus bienes, aumentando las penurias y la miseria de su familia. Ante tal situación de desamparo Magdalena no claudicó, siguió procurando el bienestar de sus hijos y la libertad de su esposo; muestra de ello es el memorial que dirigió a la Corona Española pidiéndole que se le devolviera a Nariño.
La mañana de 13 de junio de 1797 fue una de las más alegres en la vida de Magdalena, pues fue el momento en el que sorpresivamente volvió a ver a su esposo, quien había viajado disfrazado desde Burdeos, Francia hasta la casa santafereña en que lo esperaban su esposa y sus hijos. Fueron pocos los días compartidos por la familia antes de que Nariño decidiera comparecer ante las autoridades virreinales, tras lo cual fue nuevamente tomado prisionero. En 1803 tras contraer tisis, y con la intercesión de Magdalena y de José Celestino Mutis,  Nariño es enviado por las autoridades a la Hacienda de Montes para que pudiera recuperarse de la enfermedad contraída en la cárcel, Magdalena tiene oportunidad una vez más para estar junto a su esposo enfermo, de quien cuida con gran dedicación. En calma transcurrieron los años siguientes, Magdalena y su familia disfrutaban de la vida campesina y  de la recuperación de Nariño, sin embargo siempre estuvo sobre ellos el ojo vigilante del entonces virrey Antonio José Amar y Borbón.

### Segunda vez en prisión de Nariño
El 23 de noviembre de 1809 Nariño fue una vez más llevado a prisión, como medida preventiva del virrey frente a los brotes revolucionarios detonados meses antes en Quito. Una vez más Magdalena es agobiada por la desolación, sin embargo esta vez cuenta con el auxilio oportuno de sus familiares que evitan que caiga en la miseria en que había vivido quince años atrás.
Tras todo lo acontecido con su esposo, Magdalena había acumulado gran aversión al poder español que consideraba injusto, tiránico y déspota; así se encontraba su ser el 20 de julio de 1810, día en que se produce en Santafé el Grito por el florero de Llorente. Magdalena no pudo más que apoyar sigilosa y silenciosamente la causa de los criollos contra los chapetones.
A pesar de esos sentimientos que se acumulaban en su interior, el 13 de agosto de 1810, en uno de los hechos de su vida más narrados por los historiadores, Magdalena demostró su bondad y su coraje, atreviéndose a defender a Francisca Villanova, esposa del virrey Amar, cuando ésta era trasladada a la cárcel de mujeres, por orden de la Junta Suprema de Gobierno en cabeza de José Miguel Pey, y era abucheada por el pueblo en la denominada "tomatina de los virreyes"; entonces Magdalena y sus hijas, rodearon a la esposa del virrey, protegiéndola y defendiéndola.

### Últimos días
Meses antes de fallecer Magdalena logró reencontrarse con Nariño, su compañero generalmente ausente, quien fue puesto en libertad bajo fianza por la Junta Suprema de Gobierno; el encuentro se dio en la capital el 8 de diciembre de 1810 y en las semanas posteriores Magdalena pudo al fin ver a su compañero avanzar en la vida pública,  en su cargo de secretario del Congreso de las Provincias Unidas de la Nueva Granada, vio también a su esposo en su faceta de periodista en el periódico La Bagatela, el mismo que tan solo unos días después de su creación registraría la muerte de esta mujer, la compañera incansable de Antonio Nariño, y honraría su memoria.
Falleció el 16 de julio de 1811 en su casa, tras varias semanas de convalecencia, fue sepultada en el templo de La Candelaria.

## Polémica por supuesta infidelidad
En 1995 la historiadora, y entonces directora del Museo del 20 de julio, Carmen Ortega Ricaurte presentó ante la Sociedad Nariñista de Colombia los resultados de su investigación a un óleo expuesto en el museo que dirigía. El cuadro, que al parecer fue pintado por Joaquín Gutiérrez finalizando el siglo XVIII, presenta a una mujer y a un niño en sus brazos, así como un medallón con el rostro de un hombre; lo que llamó la atención de la historiadora fue que dicho medallón estuvo oculto durante más de un siglo, por una alteración a la pintura original; entonces se dio a la tarea de investigar quienes eran las personas del cuadro y por qué el interés en ocultar al hombre del medallón.
Lo que su investigación, ampliamente debatida, arrojó es que la mujer es Magdalena Ortega de Nariño, la niña es Mercedes, su cuarta hija, y el hombre es Jorge Tadeo Lozano, lo cual probaría la infidelidad de Magdalena con Lozano en los años en que Nariño estuvo preso; la teoría toma mayor peso si se tiene en cuenta que las fechas de nacimiento de las dos hijas menores de Magdalena coinciden con los días en que Nariño fue prisionero. Carmen Ortega afirma, en este sentido, que Magdalena no solo le fue infiel a Nariño sino que Mercedes e Isabel no son hijas del Precursor sino de Jorge Tadeo.
La teoría de Carmen Ortega no fue bien recibida por los historiadores nariñistas, y dio lugar a múltiples discusiones, artículos y libros. Algunos nariñistas han afirmado que la mujer del óleo es María Tadea Lozano e Isasi y que el hombre del camafeo es, efectivamente, su tío y esposo Jorge Tadeo. Finalmente la Academia Colombiana de Historia pidió que el cuadro no fuese presentado en el museo como el retrato de Magdalena sino como el de una "Dama santafereña".